# Bräugasse 3 (Weißenburg)

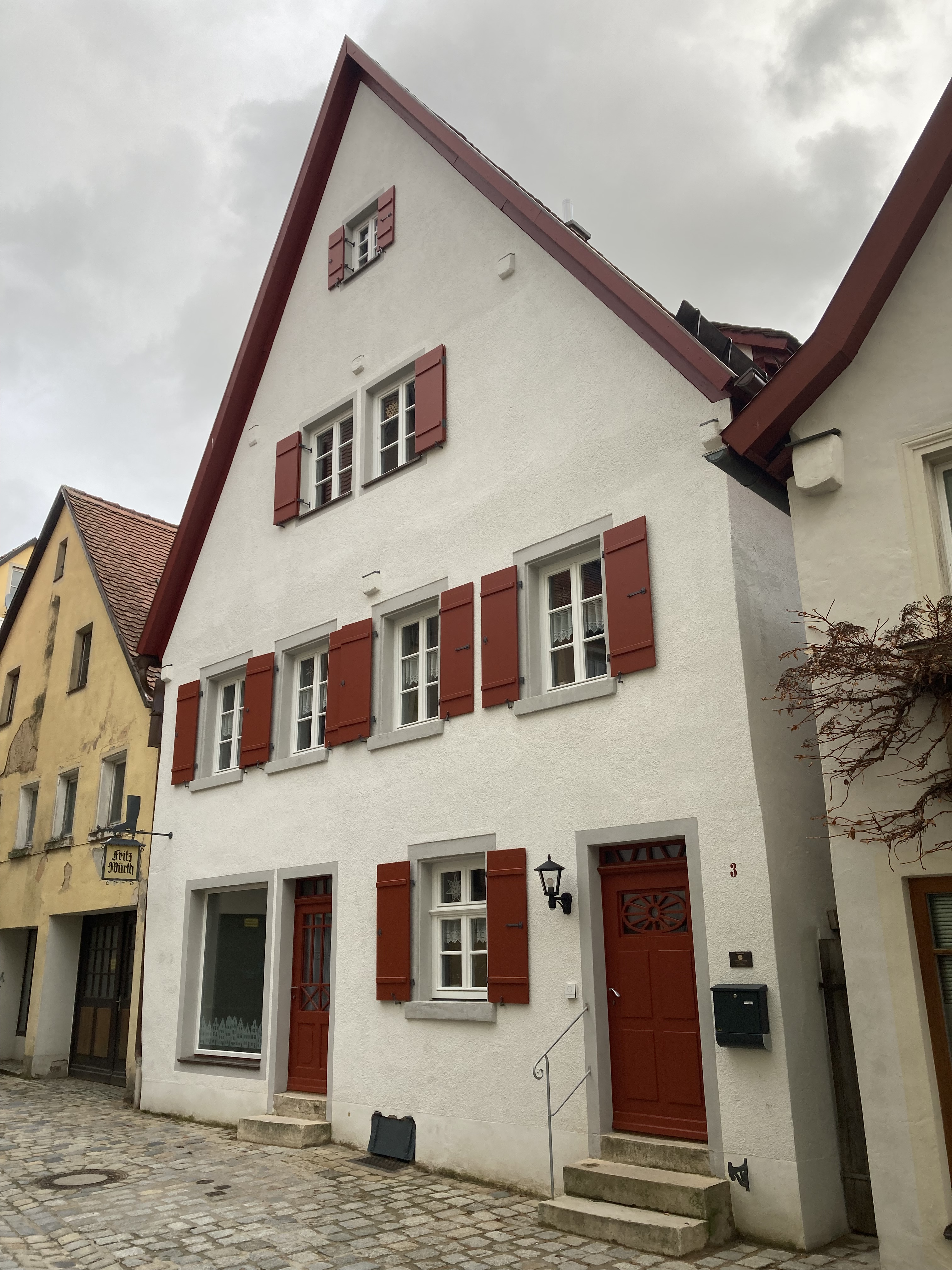
Zustand nach der Sanierung 2022

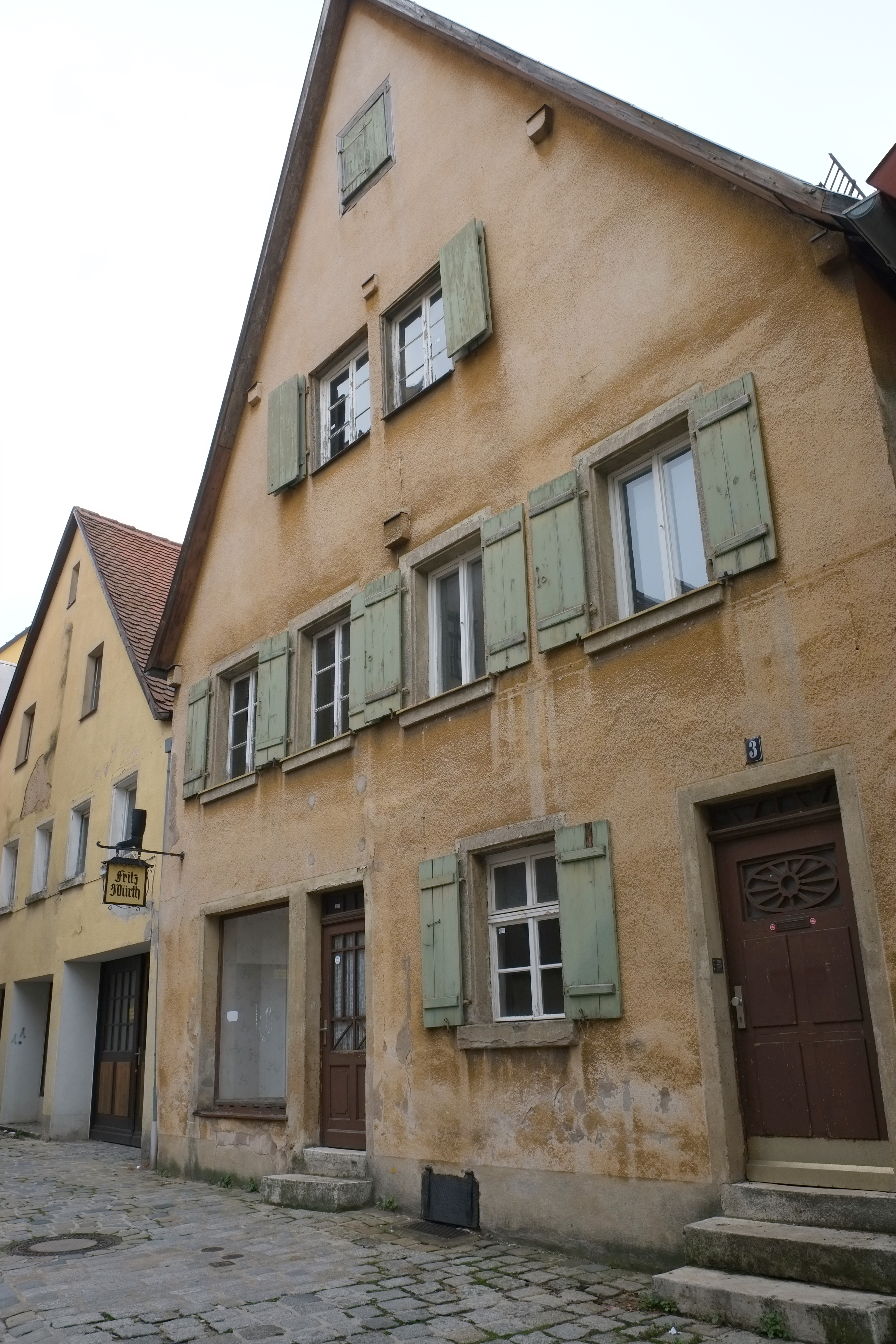
Das Gebäude im Oktober 2013

Die Bräugasse 3  ist ein Bürgerhaus in Weißenburg in Bayern, einer Großen Kreisstadt im mittelfränkischen Landkreis Weißenburg-Gunzenhausen. Das Bauwerk ist unter der Denkmalnummer D-5-77-177-114 als Baudenkmal in die Bayerische Denkmalliste eingetragen.
Das Gebäude befindet sich umgeben von weiteren denkmalgeschützten Bauwerken in der unter Ensembleschutz stehenden Weißenburger Altstadt in der Bräugasse, einer Gasse südlich der Luitpoldstraße und östlich des Marktplatzes. Es steht auf einer Höhe von 425 Metern über NHN.
Das Bürgerhaus ist ein zweigeschossiger giebelständiger Satteldachbau mit verputztem Fachwerk auf einem leicht trapezförmigem Grundriss. Der im Kern spätmittelalterlicher Bau stammt es aus dem 14. und 15. Jahrhundert. Als Baujahr wird das Jahr 1440 vermutet, das Bauholz wurde im Sommer 1438 und im Winter 1439 geschlagen. Im Haus waren abwechselnd Bäcker, Siebmacher, Büttner, Nagelschmied, Metzger und zuletzt ein Schuster untergebracht. Ein Umbau erfolgte durch den Büttner Wilhelm Kraft 1578/1579. Weitere Umbauten erfolgten im 18. und 19. Jahrhundert; im Erdgeschoss wurden Laden- und Werkstatträume eingebaut und straßenseitig die Fassade erneuert. Letzte bauliche Eingriffe, insbesondere in die inneren Wandstrukturen, gab es bis 1935.
Ende 2022 wurde eine grundlegende Sanierung abgeschlossen. Davor drohte der Verfall des Gebäudes. Das Haus wird nun als Wohnhaus privat genutzt. 2017 und 2019 war das Gebäude im Rahmen des Tags des offenen Denkmals für die Öffentlichkeit zugänglich. Das Gebäude bekam aufgrund der beispielhaften Renovierung den Denkmalpreis 2023 des Bezirks Mittelfranken. Die Bayerische Denkmalschutzmedaille 2024 folgte in der Kategorie "Klimaschutz und Nachhaltigkeit".